# Fjällig fnittertrast
Fjällig fnittertrast (Trochalopteron subunicolor) är en asiatisk fågel i familjen fnittertrastar inom ordningen tättingar.

## Utseende
Fjällig fnittertrast är en medelstor (23-25,5 cm), kortnäbbad och rätt färglös fnittertrast med kraftig, mörk fjällning. Den har vidare gul iris, oliv- och blågråfärgad vingpanel, olivfärgade övre stjärttäckare och vitspetsad stjärt. Olikt närbesläktade arten blåvingad fnittertrast saknar den svart ögonbrynsstreck.

## Utbredning och systematik
Fjällig fnittertrast delas in i tre underarter med följande utbredning:
- Trochalopteron subunicolor subunicolor – förekommer i Himalaya (från Nepal till Sikkim, Bhutan, östra Assam och sydöstra Tibet)
- Trochalopteron subunicolor griseatus – förekommer från nordostligaste Myanmar (delstaten Kachin) till södra Kina (nordvästra Yunnan)
- Trochalopteron subunicolor fooksi – förekommer i berg i nordvästra Tonkin

### Släktestillhörighet
Tidigare inkluderas arterna i Trochalopteron i Garrulax, men genetiska studier har visat att de är närmare släkt med exempelvis prakttimalior (Liocichla) och sångtimalior (Leiothrix).

## Levnadssätt
Fjällig fnittertrast påträffas i städsegrön fuktig lövskog med tät undervegetation samt i rhododendronsnår. Den livnär sig av insekter som skalbaggar och gräshoppor, men också enkelfotingar, sniglar och bär. Fågeln häckar mellan april och augusti. Det skålformade boet av gräs och mossa, fodrat med mjuka bambublad, placeras 60-90 cm ovan mark i en buske eller ett sly. Arten är stannfågel, men i Bhutan lämnar den de mest högt belägna områdena efter häckningen.

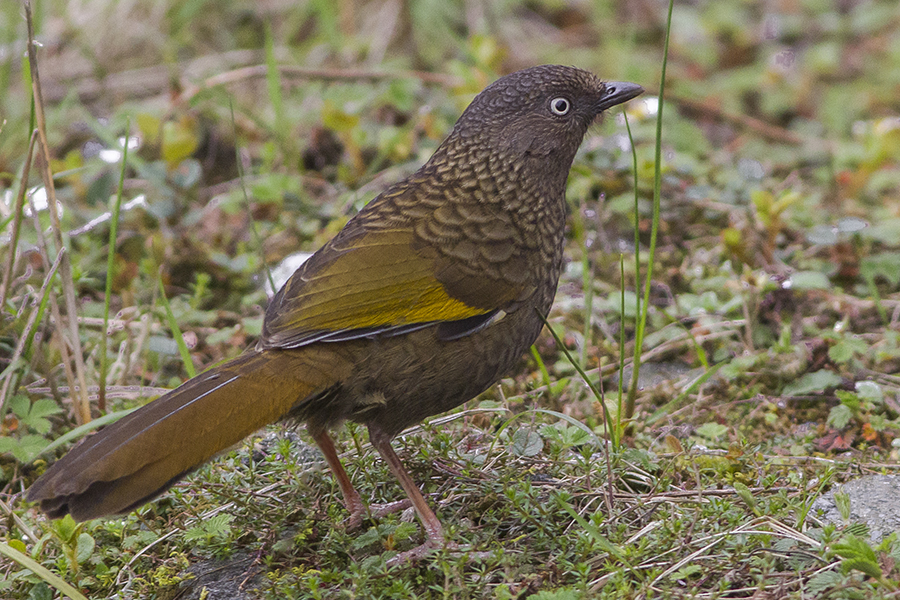

## Status och hot
Arten har ett stort utbredningsområde och en stor population, men tros minska i antal till följd av fragmentering och habitatförstörelse, dock inte tillräckligt kraftigt för att den ska betraktas som hotad. Internationella naturvårdsunionen IUCN kategoriserar därför arten som livskraftig (LC). Världspopulationen har inte uppskattats men den beskrivs som lokalt och frekvent förekommande i centrala Nepal till fåtalig i Bhutan.